# Hilarion van Gaza
Hilarion van Gaza (291 in Tabatha in Palestina – 21 oktober 371 in Paphos op Cyprus) was een heilig verklaarde heremiet.
Deze christelijke asceet wordt in de iconografie meestal als heremiet afgebeeld. De resten van zijn kluizenarij die in de daarop volgende eeuwen uitgroeiden tot het klooster van Sint-Hilarion zijn teruggevonden op de archeologische vindplaats Tell Umm el-'Amr in de Palestijnse Gazastrook ten noorden van de stad Deir al-Balah.
De naam "Hilarion" is een woord met Griekse en Latijnse bron dat "de vrolijke" betekent.
Zowel in de oosters-orthodoxe kerken als in de Rooms-Katholieke Kerk is 21 oktober zijn feestdag. We kennen Hilarion, naast Sint-Spiridon een populaire heilige in het Middellandse-zeegebied, maar vooral op Cyprus en in Griekenland vereerd, uit de tussen 347 en 419/20 door Sint-Hiëronymus geschreven hagiografie, de Vita Hilarionis.